# Bioinspiration
La bioinspiration ou bio-inspiration est un changement de paradigme qui conduit des concepteurs à s'inspirer de la nature pour développer de nouveaux systèmes. La bioinspiration s'appuie souvent sur le biomimétisme. Comme lui, elle peut puiser son inspiration tant dans le monde des végétaux que des animaux et champignons, ou des bactéries et virus. 
Elle a déjà contribué à des applications dans des domaines aussi variés que l'aéronautique, la pharmacie, la marine, la médecine, la chimie verte, les matériaux composites, la robotique, l'intelligence artificielle ou encore les nanotechnologies.
Elle est utilisée par des acteurs non industriels (dans des domaines tels que le design, l'art, l'architecture, l'urbanisme, l'enseignement, la conception de logiciel, d'algorithme génétique et/ou d'algorithme évolutionniste)… et de manière mieux connue du grand public par les ingénieurs, qui parfois lui adaptent des méthodes issues de la rétro ingénierie.

## Sémantique, définitions, vers une normalisation
Le domaine de la bioinspiration est en partie émergent. Son vocabulaire et ses traductions entre langues ne sont donc pas encore fixées : le sens du mot « bioinspiration » peut pour partie recouvrir celui de mots proches tels que « biomimétique », « biomimétisme », « bionique », « biotechnologie », « bioingénierie », etc. Un certain nombre d'acteurs ont donc proposé en 2011, fortement encouragés par l'Allemagne et la France, de lancer une procédure de normalisation volontaire. Pour cela une « commission de normalisation AFNOR Biomimétique » a été créée, présidée par Thibault Prévost. Elle doit clarifier ces termes pour faciliter la communication entre les développeurs, concepteurs, utilisateurs, ingénieurs et techniciens, financeurs, etc.,  au travers de deux axes : 
1. « Description des potentiels et des limites de la biomimétique en tant que système d’innovation ou de stratégie de soutenabilité (durabilité) ».
2. « Description et normalisation des méthodes biomimétiques, des matériaux biomimétiques, de procédés et de produits à travers le cycle de vie complet »

Deux projets de « normes d'application volontaire » internationales concernant la biomimétique (et non le biomimétisme pour lequel un autre projet de norme est à l'étude depuis 2011 ) sous l'égide de l'ISO ;  
En mai 2013, l'AFNOR a accueilli 2 jours de réunion du secrétariat international sur la biomimétique, en défendant plusieurs propositions d’élaboration de normes sur le sujet. Et deux projets de normes AFNOR ont été publiés en 2014, respectivement sur :
1. la terminologie et les concepts[3] ;
2. les méthodes d'optimisation[4]. Selon l'AFNOR, cette norme doit familiariser les concepteurs avec la biomimétique comme outils efficaces permettant par exemple (selon le projet de norme) d'« allonger la durée de vie de composants et réduire leur poids. Ainsi l’optimisation structurale permet d’améliorer une ou plusieurs des propriétés d’un composant (poids, charge, rigidité, durée de vie…), en augmentant au maximum ou en réduisant au minimum leurs valeurs ».

Ces deux projets en ont été présentés pour avis en 2014 par l'AFNOR (consultation publique close au 30/06/2014).  
L'expression bio-inspiration n'est pas une traduction ni une adaptation française du terme biomimicry (biomimétisme, expression proche mais inventée par un groupe de chercheurs en Amérique du Nord, dont Janine Benyus) : 
- la bioinspiration serait un terme plutôt global et généraliste désignant les démarches (y compris culturelles, musicales, esthétiques) qui s'inspirent du vivant ;
- le biomimétisme serait (pour l'AFNOR qui travaille encore à préciser sa définition) une méthode et une « approche scientifique » consistant à plus directement s'inspirer du vivant pour créer des systèmes artificiels, et des solutions techniques compatibles avec la biosphère (qui répondent aux exigences du développement soutenable). Cela peut être sous forme de services, d'organisation, de produits, d'architecture, de structure, etc. (cette notion englobe en Allemagne la biomécanique).

## Enjeux
- L'enjeu principal est celui de l'innovation utile et efficiente pour une transition vers un monde plus respectueux de la nature, une bioéconomie[7].
Bien souvent, les solutions techniques aux problèmes logiciels, mécaniques ou organisationnels consistent à optimiser, parfois à la marge, des concepts existants (comme pour le moteur de Nikolaus Otto, qui a finalement peu changé depuis cent ans, note Ralph Spolenak[8]. « Pour faire de grands pas en avant, il faut penser « hors de la boîte » et tester des concepts totalement nouveaux. Des solutions naturelles peuvent, à cet égard être utilisés comme source d'inspiration pour de nouvelles solutions technologiques ». Citant Benyus, il rappelle que la vraie bonne nouvelle du[Quoi ?] est que : « après 3,8 milliards d'années de recherche et de développement, les échecs sont devenus les fossiles, et ce qui nous entoure est le secret de la survie ». L'approche vaut pour tous les domaines du développement soutenable, et en 2013 devant le comité AFNOR, la France a insisté sur le besoin d’« élargir le champ des approches biomimétiques aux domaines non-technologiques »[2].
- Un second enjeu est de dresser l'inventaire général de la biodiversité, en comprenant mieux les solutions utilisées par les organismes pour vivre entre eux et dans leur environnement.
- Il s'agira enfin aussi de protéger la nature, ses habitats et ses écosystèmes, car outre qu'elle produit gratuitement de nombreux services écosystémiques, là se trouve (parmi les millions d'espèces, microorganismes notamment, qui n'ont pas encore été décrites ni découvertes... et au sein des écosystèmes construits et entretenus par ces espèces) la vaste bibliothèque de solutions qui pour certaines permettraient à l'humanité de mieux vivre aujourd’hui et mieux affronter son destin demain. « Il y a des millions d'espèces, chacune avec des solutions différentes aux problèmes de nature, chacun avec des secrets qui nous attendent. Mais la chose effrayante est que l'extinction prend ces livres-espèces sur les étagères et les brûle plus vite que nous ne pouvons les ouvrir et les lire. Même si tout ce dont nous nous soucions est le progrès économique, nous avons besoin de ralentir le taux d'extinction avant que ces secrets de la nature soient perdus à jamais », a déclaré Kellar Autumn, professeur agrégé de biologie à Lewis & Clark College, Portland, OR, États-Unis